# زولاني تيتي
زولاني تيتي (بالإنجليزية: Zolani Tete)‏ مواليد 8 مارس 1988 في كيب الشرقية، هو ملاكم محترف جنوب أفريقي يصنف ضمن فئة وزن الذبابة بدأ مسيرته الاحترافية سنة 2006 حيث انتصر في نزاله الأول. حقق بطولة الاتحاد الدولي للملاكمة.

## المسيرة الاحترافية
من نزالاته:
- انتصر على بول بتلر بالضربة الفنية القاضية (06-03-2015).
- انتصر على خوان كارلوس سانشيز جونيور بالضربة القاضية (30-11-2013).
- خسر أمام خوان ألبرتو روساس (26-11-2011).
- خسر أمام مورتي مثالاني بالضربة الفنية القاضية (01-09-2010).

## إحصائيات
خاض خلال مسيرته 31 نزالا، فاز في 28 ولم يتعادل وخسر في 3. فاز بالضربة القاضية في 21 نزالا.

## روابط خارجية
- زولاني تيتي على موقع بوكس ريك (الإنجليزية) (registration required)